# Hrvatski restauratorski zavod
Hrvatski restauratorski zavod utemeljen je 1997. godine uredbom Vlade Republike Hrvatske o spajanju javnih ustanova konzervatorsko-restauratorskih djelatnosti u vlasništvu Republike Hrvatske: Zavoda za restauriranje umjetnina (utemeljen godine 1948.) i Restauratorskog zavoda Hrvatske (utemeljen 1966. godine).

## Djelatnost
Osnovna djelatnost Zavoda je konzerviranje i restauriranje nepokretnih kulturnih dobara (graditeljskog naslijeđa, zidnih slika i mozaika, kamene plastike, štukatura, arheoloških nalazišta) i pokretnih kulturnih dobara (štafelajnog slikarstva, drvene polikromirane skulpture, arheoloških nalaza, umjetnina na papiru, namještaja, predmeta od tekstila i metala) te drugih predmeta kulturnog, povijesnog ili tehničkog značaja.

## Hrvatski umjetnici, suradnici Zavoda
- Siniša Čular[1]

## Vanjske poveznice
- Mrežne stranice Hrvatskog restauratorskog zavoda  Arhivirana inačica izvorne stranice od 9. listopada 2012. (Wayback Machine)